# 基督复活 (圣罗格大会堂)
基督复活（Resurrezione di Cristo）是威尼斯画家丁托列托的一幅布面油画，绘制于1578-1581年，位于威尼斯圣罗格大会堂。 

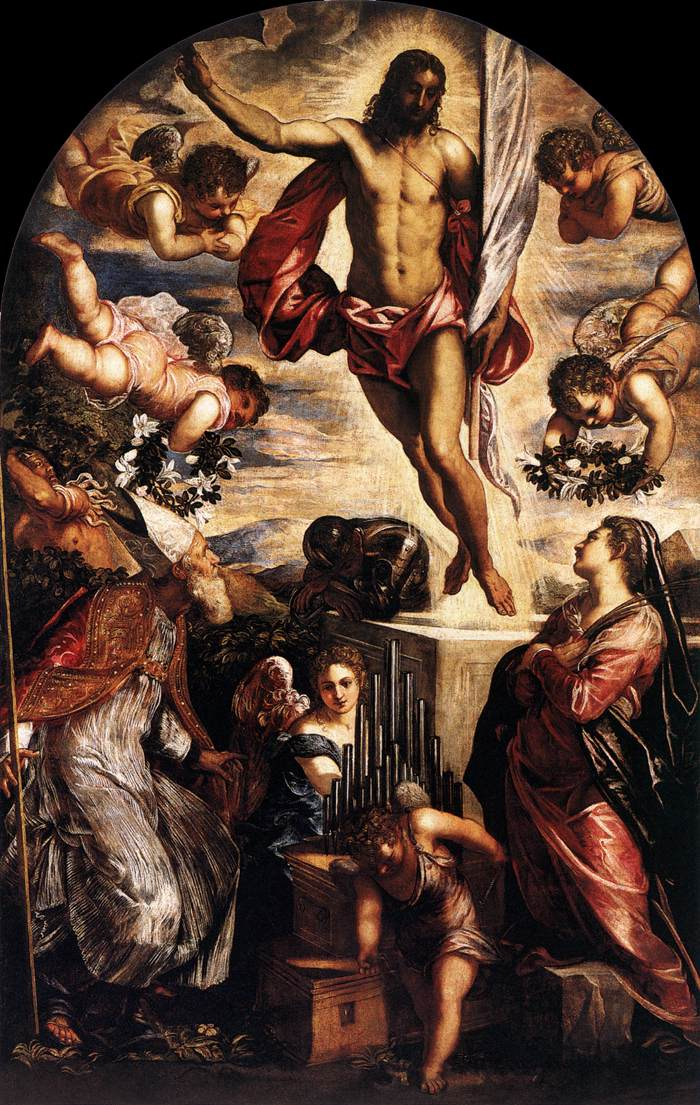
《基督复活 (圣加西盎堂)》

构图以战胜死亡的复活的基督为中心，横向占据画面，被奇迹般的光辉包裹着，从四名天使打开的坟墓中走出来。而在阴影之下，是沉睡的守卫，象征着黑暗。